# 84096 Reginaldglenice
84096 Reginaldglenice è un asteroide della fascia principale. Scoperto nel 2002, presenta un'orbita caratterizzata da un semiasse maggiore pari a 2,3095065 UA e da un'eccentricità di 0,1513268, inclinata di 5,08529° rispetto all'eclittica.
L'asteroide è dedicato a Reginald e Glenice Harding, suoceri dello scopritore.